# Piratenpartij (IJsland)
De Piratenpartij (IJslands:Píratar) is een politieke partij op IJsland. Deze piratenpartij werd opgericht op 24 november 2012 door Birgitta Jónsdóttir en diverse internetactivisten zoals Smári McCarthy.
De partij vroeg voor hun eerste verkiezingsdeelname de letter Þ aan om mee op de kieslijst te staan, wat een primeur was. Na deze parlementsverkiezingen van 2013 werden ze de eerste Piratenpartij ter wereld met zetels in het nationale parlement. Birgitta Jónsdóttir, Jón Þór Ólafsson en Helgi Hrafn Gunnarsson gingen zetelen in de parlement van IJsland.
Bij de vervroegde parlementsverkiezingen van 2016 behaalden ze tien zetels en werden zo de derde partij van het land. In 2017 werden wederom parlementsverkiezingen uitgeschreven, waarbij de partij vier zetels verloor en de zesde partij werd.

## Verkiezingsuitslagen
| Verkiezing | Aantal stemmen | % van totaal | Aantal zetels | +/- | Positie |
| ---------- | -------------- | ------------ | ------------- | --- | ------- |
| 2013       | 9.647          | 5,10%        | 3             | 3   | 6       |
| 2016       | 27.449         | 14,5%        | 10            | 7   | 3       |
| 2017       | 18.051         | 9,2%         | 6             | -4  | 6       |
| 2021       | 17.233         | 8,6%         | 6             | 0   | 6       |